# Zadie Smith
Zadie Adeline Smith, de nacimiento Sadie Adeline Smith, (Londres, 25 de octubre de 1975) es una escritora, novelista, ensayista, y escritora de relatos cortos británica. Su primera novela, Dientes blancos se convirtió inmediatamente en un best-seller y ganó varios premios. Es profesora titular de la Facultad de Escritura Creativa de la Universidad de Nueva York desde septiembre de 2010.

## Biografía
Smith, cuyo nombre de nacimiento era Sadie Adeline, y que se cambió a los 14 años por Zadie, nació y creció en Willesden, en el barrio multicultural y de clase obrera de Brent al noroeste de Londres. Su madre, modelo jamaicana, emigró al Reino Unido en 1969 y se casó en segundas nupcias con el fotógrafo inglés Harvey Smith, treinta años mayor que ella. Zadie tiene dos medio hermanos y dos hermanos más pequeños (uno de los cuales es el rapero y comediante Doc Brown, y el otro el rapero Luc Skyz). Sus padres se divorciaron siendo Zadie adolescente. De niña se aficionó al claqué y se planteó convertirse en actriz de musicales. Mientras estudiaba en la universidad trabajaba como cantante de jazz y quería ser periodista. A pesar de sus primeras ambiciones, finalmente se decidió por la literatura.

## Educación
Smith se educó en colegios públicos de su localidad, Malorees Junior School y Hampstead Comprehensive School, y posteriormente en el King's College de Cambridge, en el que estudió literatura inglesa; obtuvo la licenciatura con sobresaliente. Parece ser que no consiguió entrar en el club amateur de teatro Cambridge Footlights de la pareja cómica británica Mitchell and Webb, cuando los tres estaban estudiando en la Universidad de Cambridge en los años 90.
En Cambridge, Smith publicó varios relatos cortos en una colección de estudiantes llamada The Mays Anthology. Sus relatos atrajeron la atención de un editor, que le ofreció un contrato para su primera novela. Smith se puso en contacto con agentes literarios, y desde entonces el suyo es A. P. Watt. Smith volvió a editar esta antología en 2001, como editora invitada.

## Carrera profesional
Dientes blancos (White Teeth) se dio a conocer en el mercado literario en 1997, mucho antes de que estuviera acabada. Se llevó a cabo una subasta por los derechos de la misma basándose en manuscritos parciales de la misma, que ganó Hamish Hamilton. Smith terminó Dientes Blancos durante su último año en la Universidad de Cambridge. Fue publicada en 2000, e inmediatamente se convirtió en un superventas.
La novela fue un éxito internacional y le valió numerosos galardones, entre los que se encuentran el James Tait Black Memorial Prize y el Betty Trask Award. La novela fue adaptada a la televisión en 2002. En julio de 2000, el debut de Smith fue también objeto de discusión en un controvertido ensayo de crítica literaria de James Wood titulado "Human, All too inhuman" (Humano, todo muy inhumano), en el que Wood critica la novela como parte de un género contemporáneo de realismo histérico en el que "la información se ha convertido en un nuevo personaje" y el sentimiento humano está ausente de la ficción contemporánea. En un artículo para el periódico británico The Guardian en octubre de 2001, Smith respondió a tales críticas aceptando lo ajustado del término, y que ella estaba de acuerdo con el argumento subyacente de Wood de que "cualquier novela que tienda hacia el histerismo será superada sin esfuerzo". Sin embargo, no estaba de acuerdo con clasificar su debut junto a grandes autores de la talla de David Foster Wallace, Salman Rushdie o Don DeLillo y el desprecio por sus innovaciones sobre la base de que se trataba de realismo histérico. Respondiendo sinceramente a las preocupaciones de Wood sobre la literatura y la cultura contemporáneas, Smith describe sus propios temores como escritora y defiende que la ficción no debería ser "una división entre la cabeza y el corazón, si no el uso adecuado de ambos."
Smith fue escritora-residente del Institute of Contemporary Arts de Londres, y posteriormente publicó, como editora, una antología de escritura sobre sexo, Piece of Flesh (Trozo de carne), como culminación de este rol.
Su segunda novela El cazador de autógrafos (The Autograph Man), consiguió sacarla a flote en 2002 tras lo que reconoció una etapa de bloqueo del folio en blanco del escritor; esta novela le supuso también un gran éxito, pero la crítica no la recibió de tan buen grado como la primera. 
Después de publicar The Autograph Man Smith abandonó Londres y estuvo en la Universidad de Harvard de 2002 a 2003, como becaria del Radcliffe Institute de Estudios Avanzados (Radcliffe Institute for Advanced Study). Comenzó a trabajar en un libro de ensayos, The Morality of the Novel ("la moralidad de la novela", también conocido como Fail Better, "Equivocarse mejor"), en el que analizaba una selección de escritores del siglo XX a través de la filosofía moral. Se supone que algunas partes de este ensayo aparecen en la colección de ensayos Changing my mind (Cambiar de idea), publicado en noviembre de 2009, y en español en 2011.
Su tercera novela, On Beauty (Sobre la belleza) fue publicada en septiembre de 2015 (y en español en 2006), volviendo a aunar éxito de crítica y público, y obteniendo el Premio Orange de 2006 y el Anisfield-Wolf Book Award. También fue finalista del Man Booker Prize. Trata sobre las situaciones a las que debe hacer frente una familia de Nueva Inglaterra (EE. UU.).
Más tarde ese mismo año, Smith publica Martha and Hanwell, una novela que empareja dos relatos cortos sobre dos personajes problemáticos, y que fueron inicialmente publicados en Granta y en The New Yorker respectivamente. La editorial Penguin publicó Martha and Hanwell con una nueva introducción escrita por la autora como parte de su serie de bolsillo por el 70 aniversario. El primer relato, "Martha, Martha", trata de temas recurrentes de Smith tales como la raza y la identidad postcolonial, mientras que en el relato "Hanwell in Hell" (Hanwell en el infierno) trata de un hombre que se enfrenta a la muerte de su mujer.
En diciembre de 2008 fue editora invitada del programa de BBC Radio 4 Today (Hoy).
Tras dar clase sobre literatura de ficción en la Escuela de Artes de la Universidad de Columbia, Smith se unió a la Universidad de Nueva York como profesora de literatura de ficción en 2010.
La novela de Smith's NW London se publicó en 2012 (en español en 2013). Se desarrolla en el área de Kilburn del noroeste de Londres, haciendo el título referencia al código postal, NW6. NW London fue finalista del Premio Ondaatje de la Royal Society of Literature y del Premio de las Mujeres a la ficción. NW London se convirtió en una película para la televisión de la BBC dirigida por Saul Dibb y adaptada para la televisión por Rachel Bennette, con las actrices Nikki Amuka-Bird y Phoebe Fox. Fue estrenado en televisión en la BBC Two el 14 de noviembre de 2016.
En 2015 se hizo público que Smith, junto con su marido Nick Laird, estaban escribiendo un guion para una película de ciencia ficción que sería dirigida por la directora francesa Claire Denis. Más tarde Smith señaló que su participación no había sido significativa, y que tan sólo había colaborado en la revisión de los diálogos en inglés para la película.
La quinta novela de Smith, Tiempos de Swing, se publicó en noviembre de 2016, y fue nominada al Man Booker Prize de 2017. Se inspiraba en su afición infantil por el claqué. 
Entre marzo y octubre de 2011, Smith fue la encargada de las reseñas de nuevos libros para Harper's Magazine. También contribuía habitualmente con The New York Review of Books. En 2010, el periódico The Guardian pidió a Smith sus "10 normas para escribir ficción". Entre ellas, mencionaba: "Decir la verdad a través de cualquier metáfora que tenga a mano – pero decir la verdad. Renuncia a la tristeza eterna de nunca estar satisfecho."
La primera colección de relatos de Smith, Grand Union, fue publicada el 8 de octubre de 2019.
En 2020 ha publicado seis ensayos en una colección titulada Contemplaciones, cuyos derechos ha declarado que donará a la iniciativa Equal Justice Initiative y al fondo de emergencia de Nueva York para el COVID-19.

## Vida personal
Smith conoció a Nick Laird en la Universidad de Cambridge. Se casaron en 2004 en la capilla del King's College de Cambridge. Smith dedicó Sobre la belleza a "mi querido Laird". También se refiere a él de pasada en Dientes Blancos: "Y todos los hombres guapos, todas las posibilidades como tu hombre Nicky Laird, están todas muertas."
La pareja vivió en Roma, Italia, de noviembre de 2006 a 2007, en Nueva York y en Londres, en Queen's Park, unos 10 años antes de trasladarse al área de Kilburn en Londres en 2020. Tienen dos hijos, Katherine (Kit) y Harvey (Hal).
Smith se describe a sí misma como "no-religiosa", señalando que no fue educada en ninguna religión, aunque siente curiosidad sobre el rol que la religión juega en otras vidas. En un ensayo en el que explora puntos de vista humanistas y existencialistas sobre la muerte y el morir, Smith caracteriza su visión del mundo como la de una "humanista sentimentalista".

## Obra

### Relatos
- "Mirrored Box". In: The May Anthology of Oxford and Cambridge Short Stories 1995
- "The Newspaper Man". In: The May Anthology of Oxford and Cambridge Short Stories 1996
- "Mrs. Begum's Son and the Private Tutor". In: The May Anthology of Oxford and Cambridge Short Stories 1997
- "Picnic, Lightning". In: The May Anthology of Oxford and Cambridge Short Stories 1997
- "Martha, Martha". In: Granta 81: Best of Young British Novelists 2003
- Grand Union. Editorial Salamandra. 2022.[49]

### Novelas
- Dientes Blancos, 2000 (White Teeth), Editorial Salamandra, ISBN 978-84-9838-945-6, traducido por Ana Mª Rodríguez de la Fuente

Un intento de suicidio de uno de los protagonistas sirve para iniciar esta novela que se construye en torno a tres familias: los Jones (británicos, jamaicanos), los Iqbal (bengalíes) y los Chalfens (judíos, católicos). Es un retrato de la sociedad multiétnica británica actual, fruto del colonialismo británico y el fenómeno migratorio desde los países en desarrollo. Galardones: Whitbread First Novel Award 2000, Guardian First Book Award, Commonwealth Writers First Book Prize, James Tait Black Memorial Prize for Fiction. En 2002 Channel 4 adaptó la novela a una serie de televisión.
- El cazador de autógrafos, 2002 (The Autograph Man)

Novela ambientada nuevamente en Londres, donde, Alex Li Tandem, un joven judío-chino cazador de autógrafos, está a punto de reunirse con su idolatrada Kitty Alexander, una estrella venida a menos. Pronto sabrá si su sueño se ajusta a la realidad o si las burlas y advertencias de su amigo Adam tienen fundamento. Una crítica a la cultura de la imagen y a la fama. Premios: Jewish Quarterly Wingate Literary Prize 2003.
- Sobre la belleza (otoño 2005), Editorial Salamandra, ISBN 978-84-9838-946-3, traducido por Ana Mª Rodríguez de la Fuente

Historia que tiene como protagonista a un profesor universitario en una pequeña ciudad de Nueva Inglaterra, retratando a través de ella las filias y fobias de la especie humana.
- NW London (2012), Editorial Salamandra, ISBN 978-84-9838-555-7, traducido por Javier Calvo

Novela ambientada en Londres, donde se exploran las diferencias multiculturales de diversos personajes, explorando las diferencias de clases y las dificultades que supone ascender socialmente desde tus orígenes de un barrio obrero londinense, en concreto Kilburn
- Tiempos de Swing (2016), Editorial Salamandra, ISBN 978-84-9838-822-0, traducido por Eugenia Vázquez Nacarino

Relata la amistad entre dos amigas, que lo son desde la infancia, y que comparten el sueño de querer ser bailarinas. 
- The Fraud, Penguin Books 2023, ISBN 978-0593792643, edición en inglés.

Una obra de ficción histórica basada en el caso Tichborn en la que se recrea el ambiente del juicio de la vida real que dividió la Inglaterra victoriana. 

### Ensayo
- Contemplaciones, Salamandra 2020, ISNB 978-84-18363-40-5

Colección de ensayos escritos durante el confinamiento.
- Con total libertad, Salamandra 2020, ISNB 978-84-18107-26-9

Recopilación de algunos de sus textos sobre cultura, libertad artística, política, actualidad, etc.
- Cambiar de idea, Salamandra 2011, ISBN: 978-84-9838-399-7

Se trata de una recopilación de diecisiete ensayos ordenados en cinco secciones ―Leer, Ser, Ver, Sentir y Recordar―, sobre variedad de temas, desde la cultura hasta la política, pasando por sucesos de su propia vida.

### Y además
- The Zen of Eminem. In: Vibe, 2002.

Un artículo del rapero Eminem para la revista estadounidense Vibe.
- The Limited Circle is Pur. In: The New Republic, 3rd November 2003.

## Influencias
Vladimir Nabokov, Charles Dickens, Franz Kafka, George Eliot, Raymond Carver, E.M. Forster, etc.

## Temática
Multiculturalismo
Palabras de Zadie en la entrevista en amazon.co.uk de la presentación de Dientes blancos: "Sólo quería demostrar que hay comunidades que funcionan bien. Hay cierta tristeza por la manera en que la cultura desparece, pero deseaba mostrar que hay gente haciendo un esfuerzo por entenderse a pesar de sus diferencias culturales".